# Komini Peak
Komini Peak är en bergstopp i Antarktis. Den ligger i Sydshetlandsöarna. Argentina, Chile och Storbritannien gör anspråk på området. Toppen på Komini Peak är 774 meter över havet.
Terrängen runt Komini Peak är kuperad åt nordväst, men åt sydost är den bergig. Trakten är glest befolkad. Närmaste befolkade plats är St. Kliment Ohridski Base, 12,0 kilometer väster om Komini Peak. 